# Christian Gouinguené
Christian Gouinguené, né à Lamballe le 22 août 1941, est un organiste, chef d'orchestre et compositeur de musique classique français.

## Biographie
Né à Lamballe en 1941, Christian Gouinguené effectue sa formation musicale au Conservatoire national supérieur de musique et de danse de Paris. Il remporte le premier prix d'harmonie dans la classe de Maurice Duruflé en 1965, les premiers prix de fugue et de contrepoint dans la classe d'Yvonne Desportes. Titulaire des orgues de l'église Saint-Jean-Baptiste de Sceaux, il fonde et dirige l'orchestre de l'École nationale de musique de Meudon. Il devient directeur des Chœurs de Paris à partir de 1985.